# Nakhtubasterau
Nakhtubasterau (Nakhtbastetiru) (Nḫt-bꜣstt-r.w) va ser una reina egípcia de la XXVI Dinastia. Era la Gran Esposa Reial del rei Amosis II. El seu nom fa honor a la deessa Bastet.

## Biografia
Nakhtubasterau és una de les esposes conegudes pel faraó Amosis II. És coneguda per una estela del Serapeu de Saqqara. Tenia els títols d'Esposa del Rei, la seva estimada, Gran del ceptre d'hetes i Gran de lloances.
Va ser mare de dos fills:
- Pasenenkhonsu, fill del rei que donà l'estela del Serapeu.
- El general Ahmose (D), que va ser enterrat a Guiza.[2]

## Enterrament
Nakhtubasterau va ser enterrada a Guiza en una tomba excavada a la roca, avui anomenada pels arqueòlegs G 9550. El seu sarcòfag antropoide de granit negre es troba a Sant Petersburg (767). Va ser enterrada amb el seu fill Ahmose, de vegades anomenat Amasis, que era un general. El nom de la deessa-gata Bastet va ser esculpit al sarcòfag de Nakhtubasterau.